# Waiporia hornabrooki
Waiporia hornabrooki là một loài nhện trong họ Orsolobidae.
Loài này thuộc chi Waiporia. Waiporia hornabrooki được Raymond Robert Forster miêu tả năm 1956.